# Remote Access Service
Mit dem Remote Access Service (RAS; von engl. remote, „entfernt, fern“, access, „Zugriff“ und service, „Dienst“) bietet Microsoft Windows NT Clients, die sich außerhalb eines geschützten lokalen Netzwerks befinden, die Möglichkeit, sich über eine Modem-, ISDN- oder X.25-Verbindung mit diesem zu verbinden. Dabei werden nicht nur unterschiedliche Clients unterstützt, sondern es besteht auch eine große Flexibilität in der Auswahl und Kombinationsmöglichkeit der verwendeten Netzwerkprotokolle.
Die über RAS mit dem NT-Netzwerk verbundenen Clients können auf die gesamte Funktionalität des Netzwerks zurückgreifen, als wären sie direkt lokal mit dem Netzwerk verbunden und ermöglicht so z. B. den Einsatz von Telearbeit.

## Funktionsweise
RAS ermöglicht es Remote-Clients, sich über eine Telefonleitung oder eine andere WAN-Verbindung (Wide Area Network) mit dem RAS-Server zu verbinden; von dort aus ermöglicht RAS diesen Clients den Zugriff auf Ressourcen im Netzwerk. Remote-Benutzer können auf Netzwerkressourcen zugreifen, als wären sie an einem direkt mit dem Netzwerk verbundenen Rechner angemeldet. Um einem Benutzer den Fernzugriff auf den RAS-Server zu ermöglichen, verwendet man das Verwaltungstool Benutzer-Manager für Domänen und erteilt dem Benutzer Einwahlerlaubnis. Man kann drei Formen der Einwahlerlaubnis festlegen:
- Kein Rückruf: Erteilt dem Benutzer die Erlaubnis, sich über den RAS-Server in das Netzwerk einzuwählen.
- Vom Anrufer festgelegt: Beendet die Verbindung, nachdem sich der Benutzer beim RAS-Server eingewählt hat. Der RAS-Server wählt den Benutzer unter der vom Benutzer angegebenen Telefonnummer zurück. Diese Funktion wird Callback genannt.
- Voreingestellt auf: Verwendet ebenfalls den Rückruf, aber der Server ruft den Benutzer immer unter einer auf dem Server voreingestellten Telefonnummer zurück.

RAS unter Windows bietet sowohl Einwahl als auch Auswahl und unterstützt bis zu 256 gleichzeitige eingehende Verbindungen auf dem Windows NT-Server, aber nur eine eingehende Verbindung auf der Windows NT-Workstation. Clients, die eine Verbindung zu einem RAS-Server herstellen möchten, müssen ein DFÜ-Netzwerk oder eine ähnliche Anwendung installiert haben. RAS ist vollständig in das Windows NT-Sicherheitsmodell integriert und unterstützt verschlüsselte Authentifizierung, Auditing, Rückruf und zwischengeschaltete Hardware-Sicherheitshosts. Benutzer können auf den Zugriff nur auf den RAS-Server oder auf den Zugriff über den RAS-Server auf alle Ressourcen im Netzwerk beschränkt werden.